# Żółkiewka (Lublin)
Pour les articles homonymes, voir Żółkiewka.
Żółkiewka (prononciation : [ʐuu̯ˈkʲɛfka]) est un village polonais de la gmina de Żółkiewka dans le powiat de Krasnystaw de la voïvodie de Lublin dans l'est de la Pologne.
Le village est le siège administratif (chef-lieu) de la gmina appelée gmina de Żółkiewka.
Il se situe à environ 26 kilomètres au sud-ouest de Krasnystaw (siège du powiat) et 42 kilomètres au sud-est de Lublin (capitale de la voïvodie).
Le village comptait approximativement une population de 790 habitants en 2008.

## Histoire
De 1975 à 1998, le village est attaché administrativement à la Voïvodie de Zamość.

Depuis 1999, il fait partie de la nouvelle voïvodie de Lublin.

## Galerie
quelques vues de Żółkiewka

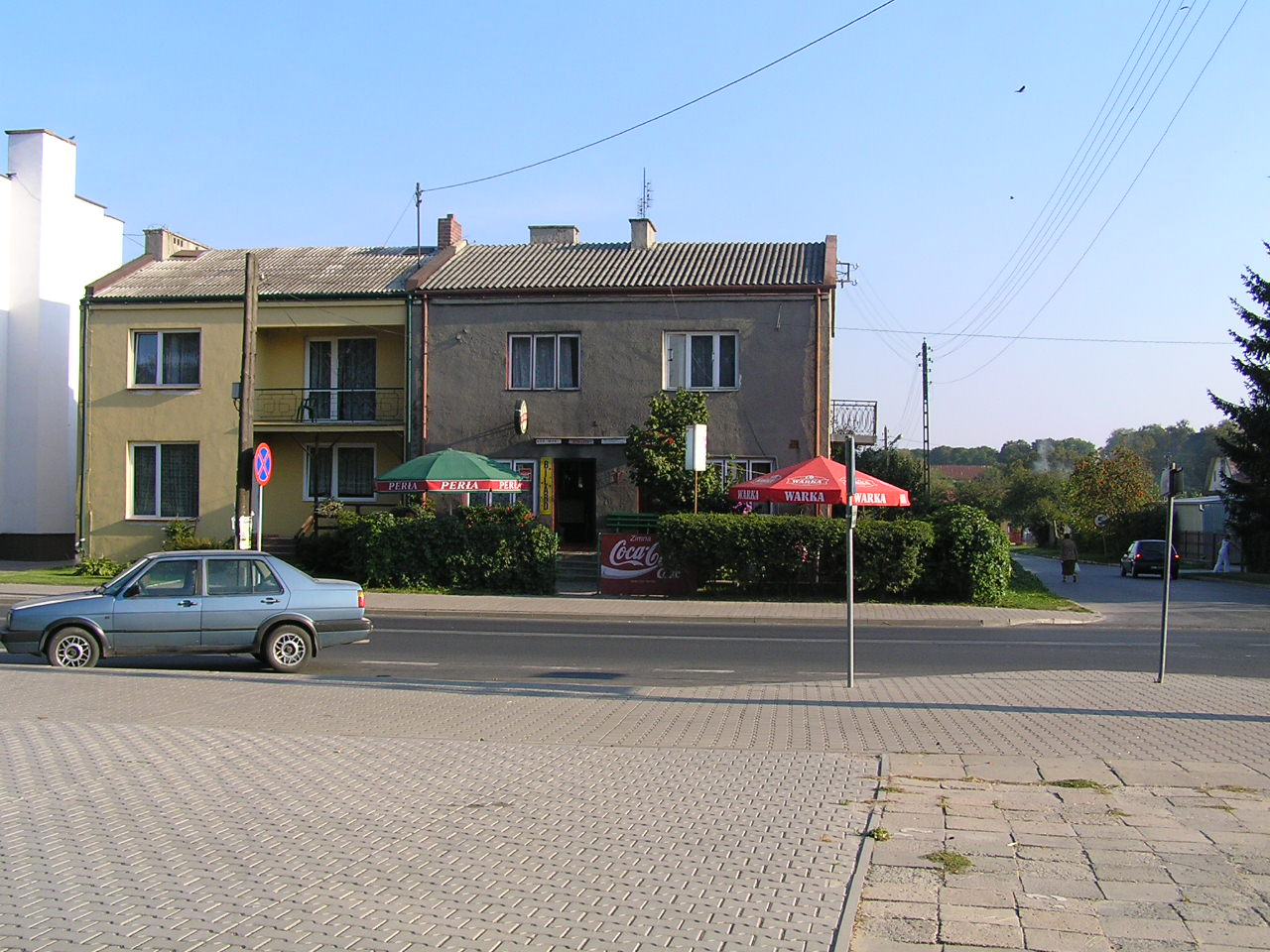
Centre du village